# 勒熱內韋

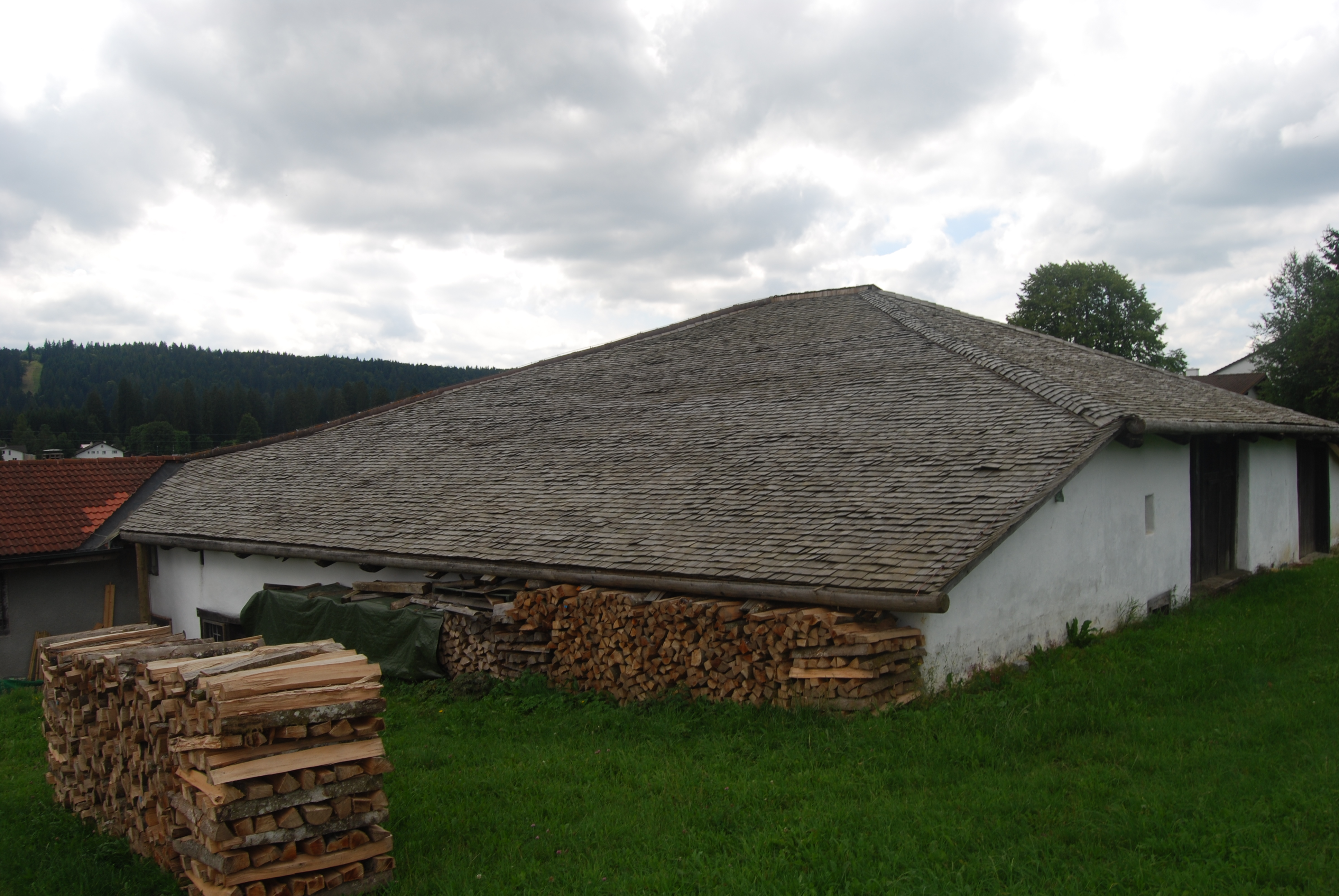

勒熱內韋（法語：Les Genevez）是瑞士的城鎮，位於該國西北部，由汝拉州負責管轄，面積13.61平方公里，海拔高度1,035米，2011年人口528，七成半人口信奉羅馬天主教，人口密度每平方公里39人。